# 社口信号場
社口信号場（しゃこうしんごうじょう）はかつて台湾台中県神岡郷（現・台中市神岡区）に存在した台湾鉄路管理局神岡線の廃駅。2004年以降は潭雅神自転車道に組み込まれて当時のホームが再現されている(p1205)。

## 駅構造
列車交換のために構内には本線のほかに側線1線があった(p101)。構内は民族路（現・昌平路五段）と交差する複線踏切があった(p100)。2010年ごろまでは建屋や宿舎などの駅施設が現存していた(p100)。

## 沿革
- 1957年8月21日 - 開設[1](pp1204-1205)。
- 1961年5月15日 - タブレット閉塞を廃止し当信号場と神岡に信号設備設置[3]。
- 1999年7月1日 - 路線廃止、所有権が国防部に移転[1](p1205)。

## 駅周辺
- 社口林宅（中国語版）
- 社口国民小学
- 神岡国民中学

## 隣の駅
台湾鉄路管理局
- 神岡線（廃止）
  - 潭子駅 - 社口信号場 - 神岡駅